# The Tomb (Stargate SG-1)
The Tomb (La Tumba) es el octavo episodio de la quinta temporada de la serie de televisión de ciencia ficción Stargate SG-1, y el nonagésimo sexto de toda la serie.

## Trama
Luego de reportar al SGC evidencia de presencia rusa fuera de un Zigurat en otro mundo, el SG-1 se entera de que posiblemente se trate una unidad perdida durante una misión no oficial del Programa Stargate Ruso, que tenía objetivo encontrar un artefacto Goa'uld conocido como el “Ojo de Tiamat”. Se le ordena entonces al SG-1, partir en una misión de rescate a aquel mundo, acompañados por un equipo ruso al mando del Coronel Zukhov.
Una vez Daniel descifra la forma de entrar al Zigurat, los equipos descubren los restos de la unidad perdida dentro. Sin embargo, los huesos tienen indicios de haber roídos por algo.
Explorando más, descubren un sarcófago sellado. Al abrirlo, accionan un mecanismo que cierra nuevamente el Zigurat, matando a un soldado ruso en el proceso. Daniel decide seguir investigando el lugar, y descubre que la pirámide es de hecho una “Tumba”, donde fue encerrado un despiadado Goa'uld llamado Marduk. Además, él fue sellado dentro del sarcófago, junto a una terrible criatura. Los equipos creen que la unidad rusa anterior, también abrió el sarcófago y liberó al ser por accidente, el cual finalmente los mato. La criatura en cuestión, pronto ataca a los equipos, hiriendo gravemente a la Teniente Tolinev. Carter logra dañar al animal, pero también dice que pudo sentir la presencia de un simbionte dentro de él; deducen entonces que debe tratarse de Marduk.
Los equipos de dividen para cazar a la criatura. Mientras exploran O'Neill y Zukhov, este último encuentra lo que parece ser el “Ojo de Tiamat”, y lo guarda en secreto. Por otro lado, Carter y O'Neill hallan a la criatura casi muerta. Teal’c le corta el cuello, y comprueba que ya no tiene un simbionte.
En tanto, Daniel averigua, gracias a las escrituras en las paredes, que hay unos anillos de transporte en el templo, pero Carter informa los demás sobre que quizás el Goa'uld tomo otro anfitrión. O'Neill y Zukhov sospechan uno del otro, y se apuntan con sus armas, hasta que finalmente uno de los rusos, el Mayor Vallarin los halla, y se revela como el verdadero Goa'uld. Ataca a 'con un aparato de mano, y le exige a Zukhov que le entregue el “Ojo de Tiamat”. Zukhov entonces engaña a Marduk, dándole en lugar del artefacto una granada, que explota, enterrando a ambos rusos, junto con el Ojo. O’Neill logra salvarse y regresa con el resto del equipo. Teal'c encuentra el panel de control secreto de los anillos, y consigue hacerlos funcionar. Cuando están por irse, Marduk aparece nuevamente y amenaza con vengarse. Sin embargo, O'Neill activa un contador dejado junto a una gran cantidad de C-4, la cual destruye de una vez por todas el lugar, y al Goa’uld.
De vuelta en la Tierra, la Teniente Tolinev le confirma a un superior Ruso, la versión dada por el Coronel O'Neill sobre lo sucedido. Sin embargo, el Coronel Ruso no está totalmente convencido, y además de estar decepcionado por la falta de interés por recuperar el ojo de Tiamat. Antes de irse, O’Neill le dice que no contaría con nuevas participaciones conjuntas entre ambas naciones, pero el Coronel ruso le responde que él si lo cree.

## Recepción
- Este episodio ganó un premio Leo Award en la categoría "Mejor Diseñador de Producción en una Serie Dramática".[2]

## Artistas invitados
- Earl Pastko como el Coronel Zukhov.
- Alexander Kalugin como el Mayor Vallarin.
- Jennifer Halley como la Tiente Tolinev.
- Vitaliy Kravchenko como el Teniente Marchenko.
- Garry Chalk como el Coronel Chekov.